# إرنستو هيريرا
ارنستو هيريرا (المعروف أيضا باسم خينيسيلو دي باسامونتي) هو كاتب مسرحي من أوروغواي (مونتيفيديو، 20 مارس 1889 - 19 فبراير 1917).
قدم أول ظهور أدبي له في الصحافة (بوهيميا، إل بويبلو، لا سيمانا)، ثم سافر في جميع أنحاء أوروبا وفي عام 1910 نشر كتابه الأول، صاحب الجلالة الجوع، وقصص عن الوعظ الاجتماعي، والتي تبعتها أعمال درامية مثل البركة، والأسد الأعمى (1911)، أغنية وداع إلى عماء الريف، والتي كانت تعتبر أفضل مسرحية ذلك الوقت، وحصان المفوض، التي عكست أيضا الشواغل الاجتماعية للمؤلف. عمله الأخير كان خبزنا اليومي (1913؟)، التي كتبها خلال رحلة إلى إسبانيا.